# ションベン・ライダー
『ションベン・ライダー』は、1983年2月11日より一般公開された日本映画。同時上映は『うる星やつら オンリー・ユー』。
暴力団の抗争に巻き込まれていく中学生の姿を描いた、青春冒険映画。相米慎二監督。河合美智子、永瀬正敏のデビュー作。

## あらすじ
いつもガキ大将のデブナガにいじめられている、ジョジョ、辞書、ブルースの3人の中学生。デブナガに仕返しをしようとしていた矢先、3人の目の前でデブナガが暴力団風の男たちに誘拐されてしまう。デブナガを救出しようとする3人は、誘拐事件を起こした組員、山と政を連れ戻すように組から命じられていた中年のヤクザの厳兵と出会う。3人は厳兵に、一緒にデブナガを救出しようと持ちかける。

## 主なキャスト
厳兵（ごんべい）
演 - 藤竜也
暴力団・極龍会（きょくりゅう）のヤクザ。政によると中堅組員だが「窓際族のような存在」とのこと。覚醒剤を常用している。短気な性格で怒るとすぐ暴力を振るう。デブナガの居場所を探しに来たブルースたち3人と知り合うが疎ましく感じる。

### 中学生トリオ
ブルース（河合美智子）
演 - 河合美智子
「女じゃない」と自認しており、普段から一人称を『ボク』を用いて男っぽい口調で話す。勝ち気な性格だが成長期を迎え体が女っぽくなることに内心落ち込むこともある。
ジョジョ（かわさきじょう）
演 - 永瀬正敏
仲間と3人でデブナガを救出しようとする。根性があり行動的で仲間を引っ張るリーダー的存在だが、体の大きいデブナガには負ける。
辞書（なかむらしょうじ）
演 - 坂上忍
仲間2人に比べるとやや気が弱い性格だが、ここぞと言う時には度胸があり発想力を見せることもある。カナヅチで泳ぎが苦手。

### 中学生トリオと関わる主な人たち
デブナガ（でぐち信長）
演 - 鈴木吉和
ブルースの同級生。太った体型とどんぐりのような個性的な髪型が特徴。ガキ大将で悪ガキ仲間と共にジョジョ、辞書、ブルースたちを日常的にいじめている。冒頭で別の太った少年と間違えられて誘拐され、人質となり山と政に各地を連れ回されてしまう。
アラレ
演 - 原日出子
ブルースたちが通う中学校の教師。悪ふざけばかりするデブナガたちに手を焼いている。熱血タイプの性格で勇気もあるが、生徒たちからは少々舐められている。冒頭で研究会に出席するため熱海に訪れるが、そこでデブナガを探すブルースたちと再会し騒動に巻き込まれる。
山（やま）
演 - 桑名将大（現：桑名正博）
極龍会の組員。厳兵の舎弟。紫色のシャツを着ている。普段は強気な態度で息巻いているが、ヤクザの割に不甲斐ない一面もある。誘拐をした夫婦からデブナガを引き取り、その後熱海、名古屋などに連れ回す。
政（まさ）
演 - 木之元亮
極龍会の組員。厳兵の舎弟。いつも山とコンビで行動している。えんじ色のスーツを着ている。厳兵の命を狙うようになる。
田中巡査
演 - 伊武雅刀
横浜の交番に勤める警官。地元を拠点にする極龍会の厳兵とは顔なじみ。ブルースたちに頼まれて厳兵の居場所を教える。不真面目でふざけた性格。実は裏で厳兵から覚醒剤を譲ってもらっている。

### しまだ組関係者
島町
演 - 財津一郎
しまだ組組長。中日ドラゴンズファン。組員たちに青色を基調にしたユニフォームを着用させ、選手の名前を出して彼らを叱咤している。また愛車を改造して屋根に大きな竜のオブジェのようなものをつけている。ある時出会ったブルースたち3人を気に入り宴会に招待する。
金太
演 - 村上弘明
しまだ組の組員。組長に頼まれて厳兵に郁子を引き合わせる。顔の右側に大きなアザらしきものがある。ブルースたちから誘拐事件を知り、ヤクザが絡んでいるため事件で手柄をあげようとする。
郁子
演 - 倍賞美津子
しまだ組の姐。詳細は不明だが厳兵の恋人らしき女性。厳兵に旅に出ることを告げる。

### その他
木村夫妻
演 - 夫（寺田農）、妻（宮内志麻）
誘拐の実行犯。借金苦から金貸しの男の息子と間違えてデブナガを誘拐する。直後に山と政に夫婦揃って殺されてしまう。
知子
演 - きたむらあきこ
山の姉。大阪出身で現在は名古屋在住。独身。一時自宅アパートに山を匿うが厳兵に見つかる。
デブナガの父親
演 - 前田武彦
祖父の時代から続く、でぐち薬局を経営。刑事らしき人から麻薬の売買に関係していると疑われる。
金貸しの中年男
演 - ケーシー高峰
木村に金を貸している男。妻とデブナガに似た体型の一人息子がいる。家族で広い庭とプールがある豪邸で暮らしている。

### 主なスタッフ
- 監督: 相米慎二
- プロデューサー: 伊地智啓
- 原案: レナード・シュレイダー
- 脚本: 西岡琢也、チエコ・シュレイダー
- 撮影: 田村正毅、伊藤昭裕
- 音楽: 星勝
- 製作: 多賀英典
- 配給: 東宝